# Daniel Bigham
Pour les articles homonymes, voir Bigham.
Daniel "Dan" Bigham, né le 2 octobre 1991 à Stone, est un coureur cycliste  et un ingénieur en aérodynamique britannique. Il court sur route et sur piste pendant sa carrière cycliste. Devenu ingénieur de courses pour l'équipe cycliste Ineos Grenadiers, il bat le record de l'heure le 19 août 2022, en ayant parcouru 55,548 km, avant que cette distance soit améliorée par son coureur Filippo Ganna deux mois plus tard.

## Biographie
Daniel Bigham a étudié l'ingénierie du sport automobile à la Oxford Brookes University et il a notamment été embauché comme ingénieur juniors au sein dans l'écurie de F1 Mercedes. Pour se rendre à l'Université, il parcourt chaque jour à vélo le trajet de six milles jusqu'à l'université. Un camarade de classe l'a encouragé à faire des triathlons et il obtient des bons résultats,. Il se tourne ensuite vers le cyclisme en raison de la frustration causée par des blessures récurrentes liées à la course à pied.
En 2015, il dispute sa première course sur un vélodrome. Il court pour l'équipe indépendante KGF qui s'était créée autour de Harry et Charlie Tanfield. En 2017, il devient triple champion britannique sur le  kilomètre contre-la-montre, la course aux points et la poursuite par équipes avec Charlie Tanfield, Jacob Tipper et Jonathan Wale. Les succès ont été une surprise car les athlètes ne faisaient pas partie du programme olympique sur piste de British Cycling, mais de l'équipe indépendante KGF. En 2018, il fait partie des équipes de piste britanniques qui remportent deux manches de la Coupe du monde en poursuite par équipes. La même année, il débute aux Jeux du Commonwealth. En 2019 et 2020, il est nouveau champion britannique de poursuite par équipes.
Aux mondiaux sur route 2019 dans le Yorkshire, Bigham décroche la médaille de bronze lors du premier relais mixte de l'histoire des championnats du monde, avec John Archibald, Harry Tanfield, Lauren Dolan, Anna Henderson et Joscelin Lowden. Il travaille comme consultant en aérodynamique pour diverses équipes et marques. Toujours en 2019, il est embauché par la Fédération danoise pour aider son équipe de poursuite à décrocher l'or aux Jeux olympiques de Tokyo, où celle-ci est finalement battu en finale par l'Italie. En 2021, il est deuxième du championnat de Grande-Bretagne du contre-la-montre.
Le 1er octobre 2021, il parcourt 54,723 kilomètres en une heure sur le vélodrome de Granges en Suisse et bat le record national de l'heure détenu par Bradley Wiggins en 54,526 kilomètres,. Il n'était pas éligible pour tenter le record du monde car qu'il n'était pas inscrit au système antidopage de l'UCI. Alors que tous les coureurs du World Tour et les coureurs des UCI ProTeams sont obligatoirement soumis au passeport biologique, Bigham devait débourser 8 000 £ pour le rejoindre à titre individuel.
À partir de 2022, il travaille pour l'équipe World Tour britannique Ineos Grenadiers en tant qu'ingénieur de course, aidant les coureurs de l'équipe à améliorer leurs performances au niveau aérodynamique,. En mars, il établit un nouveau record britannique de poursuite lors de son titre en 4 minutes et 5,274 secondes. Le 19 août, sur le vélodrome de Granges en Suisse, il bat le record de l'heure détenu par Victor Campenaerts, en le portant à 55,548 km, alors qu'il était censé préparer la tentative contre le même record de son coureur Filippo Ganna. Celui-ci réussit sa tentative le 8 octobre, courant 56,792 km et prenant ainsi le record à son ingénieur de course Dan Bigham.
Aux mondiaux sur piste de 2022, il devient champion du monde de poursuite par équipes, après avoir battu les champions olympiques italiens emmenés par Filippo Ganna. Aux championnats d'Europe 2023, il remporte l'argent en poursuite individuelle et par équipes (avec Charlie Tanfield, Ethan Vernon et Oliver Wood). Il est également vice-champion du monde de poursuite en 2023.
En début d'année 2024, il est double champion d'Europe de poursuite individuelle et par équipes. Il participe en août aux Jeux olympiques de Paris, où il décroche l'argent sur la poursuite par équipes. Le mois suivant, il est nommé au poste nouvellement créé de directeur de l'ingénierie au sein de l'équipe World Tour Red Bull-Bora-hansgrohe.

## Vie privée
La partenaire de Bigham est la cycliste Joss Lowden, qui a battu le record de l'heure féminin en septembre 2021,.

## Palmarès sur piste

### Jeux olympiques
- Paris 2024
  -  Médaillé d'argent de la poursuite par équipes

### Championnats du monde
- Apeldoorn 2018
  - 9e de la poursuite individuelle[15]
- Saint-Quentin-en-Yvelines 2022
  -  Champion du monde de la poursuite par équipes (avec Ethan Vernon, Ethan Hayter et Wood)
- Glasgow 2023
  -  Médaillé d'argent de la poursuite individuelle
- Ballerup 2024
  -  Médaillé de bronze de la poursuite individuelle

### Coupe du monde
- 2017-2018
  - 1er de la poursuite par équipes à Minsk (avec Charlie Tanfield, Harry Tanfield et Jonathan Wale)
- 2018-2019
  - 1er de la poursuite par équipes à Londres (avec John Archibald, Ashton Lambie et Jonathan Wale)
  - 2e de la poursuite par équipes à Milton

### Coupe des nations
- 2023
  - 1er de la poursuite par équipes à Milton (avec Oliver Wood, Josh Charlton et Michael Gill)
- 2024
  - 1er de la poursuite par équipes à Milton

### Championnats d'Europe
| Édition / Épreuve | Poursuite par équipes                      | Poursuite individuelle |
| Granges 2023      | Argent                                     | Argent                 |
| Apeldoorn 2024    | Or (avec Wood, Tanfield, Hayter et Vernon) | Or                     |

### Jeux du Commonwealth
| Édition / Épreuve | Poursuite par équipes |
| Birmingham 2022   | Argent                |

### Championnats de Grande-Bretagne
- 2017
  -  Champion de Grande-Bretagne du kilomètre
  -  Champion de Grande-Bretagne de poursuite
  -  Champion de Grande-Bretagne de poursuite par équipes (avec Jacob Tipper, Charlie Tanfield et Jonathan Wale)
- 2019
  -  Champion de Grande-Bretagne de poursuite par équipes (avec John Archibald, Charlie Tanfield et Jonathan Wale)
- 2020
  -  Champion de Grande-Bretagne de poursuite par équipes
- 2022
  -  Champion de Grande-Bretagne de poursuite

## Palmarès sur route

### Par années
- 2016
  - Nick Clark Road Race
  - 3e du Beaumont Trophy
- 2019
  -  Médaillé de bronze du championnat du monde du contre-la-montre par équipes en relais mixte
- 2021
  - 2e du championnat de Grande-Bretagne du contre-la-montre
- 2025
  - DAP CC Road Race

### Classements mondiaux
| Année           | 2016   | 2017 | 2018   |
| --------------- | ------ | ---- | ------ |
| UCI Europe Tour | 1 004e |      | 1 755e |